# Chaim Kaplan
Chaim Aron Kaplan est une victime juive du nazisme (Horodyszcze, 1880 - Treblinka, décembre 1942 ou janvier 1943). Éducateur renommé, il tient un journal intime qui en fait, dès 1939, l’un des nombreux diaristes de la Shoah.

## Biographie
Il reçoit une éducation religieuse dans la yechiva de Mir à l'époque en Pologne, qu'il complète à l'institut pédagogique de Vilna (nom russe de Vilnius). En 1902, il s'installe à Varsovie où il fonde une école élémentaire hébraïque privée dont il devient le directeur jusqu'à ce que le nazis abolissent le système juif d'éducation. Il publie de nombreux livres, une grammaire hébreu, des livres d'histoire ou sur les traditions juives, une Haggadah de Pâques pour les enfants. Il participe aussi à des revues en yiddish et en hébreu. Il commence à tenir un journal intime en hébreu en 1933. Jusqu'à la guerre, il consigne essentiellement de considérations personnelles. Chaim Kaplan se rend aux États-Unis en 1921 et en Palestine mandataire en 1936. Ses deux enfants ont choisi de s'y installer.
Avec la guerre, son journal change de teneur et ne contient presque plus d'éléments personnels. Il devient la chronique d'un fin observateur et commentateur. Le 1er septembre 1939, il commente le début du conflit. Il dit : La barbarie nazie est arrivée.  Il pense que le conflit qui commence sera particulièrement destructeur : « En vérité, cette guerre est porteuse de destruction pour la civilisation humaine mais cette civilisation mérite d’être détruite et annihilée. » . Mais il est conscient que les dangers encourus par les juifs sont : « sept fois plus grands ». Partout où Hitler pose le pied, il n’y a plus d’espoir pour le peuple juif. » Chaim Kaplan se porte volontaire comme beaucoup de juifs varsoviens pour creuser des tranchées pour la défense de la ville. 
Chaim Kaplan écrit au jour le jour la construction du ghetto, la vie quotidienne à l'intérieur. Dans les premiers temps, le ghetto est surpeuplé: « Au Ghetto il n’y a absolument pas de place pour se tenir debout. Quand vous sortez dans la rue vous êtes immédiatement happés par le courant d’une foule composée de milliers de personnes ». Dès novembre 1939,  il note que les Juifs commencent à se voir eux-mêmes comme des « choses » inférieures. Très vite, il comprend que l'objectif des nazis est de faire disparaitre les Juifs par la famine, la maladie et le meurtre organisé. Il ne peut donc que déplorer la complicité objective entre le Judenrat et les autorités allemandes. Il fait aussi part  de ses réflexions personnelles sur l'avenir des juifs. Il croit en la force cachée du peuple juif et qu'un jour ceux-ci triompheront de la brutalité nazie. Mais il craint que les Juifs de Varsovie ne puissent voir ce jour. Son journal navigue entre l'optimisme d'une prochaine victoire contre le nazisme et le pessimisme quant à la situation présente. Ne pouvant assumer seul les angoisses de l'avenir, il s'invente un partenaire fictif, Hirsh qui devient l'annonciateur des mauvaises nouvelles et des catastrophes à venir. 
Malgré l'interdiction des nazis il continue son travail enseignant des traditions juives dans son appartement du ghetto. Dans son journal, il exprime son admiration pour la soif d'apprendre des enfants malgré les dangers encourus. En 1940, il est élu pour représenter les enseignants auprès du Judenrat.
L'écriture devient pour lui une véritable « mission historique », témoignage indispensable du sort de la communauté juive. Certains jours, il écrit à plusieurs reprises dans son journal afin d'être sûr de ne rien oublier de ce qu'il voit. Chaim Kaplan tente ainsi de « rendre avec la plume l'image du couteau qui ne cesse de tout trancher sans pitié ». Il refuse tant la « conspiration du silence » que l'invocation de l'ignorance pour justifier la barbarie nazie même s'il sait que tenir un tel journal lui fait courir un risque pour sa vie. Il montre l'indifférence des Polonais et même leur approbation face au sort des Juifs.   En mars 1942, il écrit: « La vie dans le ghetto est gelée et immobile. Il y a des murs autour de nous; nous manquons d’espace, et n’avons aucune liberté d’action. Tout ce que nous faisons est illégal, car légalement nous n’avons même pas le droit d’exister ».  Il rapporte toutes les rumeurs, les bruits, les nouvelles. Avec une grande acuité, il explique l'origine de l'antisémitisme nazi qui plonge ses racines dans l'antisémitisme médiéval, s'est développé avec la jalousie face à la réussite économique des Juifs et les théories racistes de Houston Stewart Chamberlain. Emanuel Ringelblum qui a connaissance de son journal regrette que Chaim Kaplan ait refusé de le déposer dans les archives de l'Oneyg Shabat. Il préfère garder ses carnets avec lui et accepte juste que certains passages soient recopiés pour être déposés dans les archives Ringelblum. 
Durant  la grande déportation de l'été 1942, il écrit: « En fin de compte, tout le monde sera déporté ». La dernière entrée de son journal date du 4 août 1942. Il se demande ce qu'il va advenir de son journal après la fin.
On  pense que Chaim Kaplan et sa femme sont morts en décembre 1942 ou janvier 1943 à Treblinka. Avant sa déportation, il a confié son journal à un ami, Rubinsztejn, qui était travailleur forcé à l'extérieur du ghetto. Il peut ainsi le faire sortir du ghetto de Varsovie et le confier à un catholique polonais, Wladyslaw Wojcek qui vit dans une petite ville à côté de Varsovie. Ce dernier émigre aux États-Unis en 1962, emportant avec lui les cahiers de Chaim Kaplan qu'il vend à l'Université de New York et à des institutions culturelles juives. Les différentes parties du journal sont alors dispersées à travers le monde avant d'être rassemblées par le professeur Abraham Katsh qui réalise une édition partielle en 1965.  En 1972, la première édition complète du journal de Kaplan est enfin éditée.

## Œuvre
•Chaim Kaplan, Chronique d'une agonie, Calmann-Levy, 2009 (présentation en ligne)
- Notices d'autorité :   - VIAF
  - ISNI
  - BnF (données)
  - IdRef
  - LCCN
  - GND
  - Japon
  - Pays-Bas
  - Pologne
  - Israël
  - NUKAT
  - Australie
  - Tchéquie
  - WorldCat